# Первомайский (Истопское сельское поселение)
Первомайский — поселок в Климовском районе Брянской области в составе Истопского сельского поселения.

## География
Находится в юго-западной части Брянской области на расстоянии приблизительно 19 км на восток-северо-восток по прямой от районного центра поселка Климово.

## История
Упоминается с XVIII века как хутор во владении Григория Рубца. До 1968 года назывался Раздоры. Входил в Брахловскую волость Новозыбковского уезда. В середине XX века работал колхоз «Первомайский». На карте 1941 года был отмечен.

## Население
Численность населения: 86 человек в 1926 году, 58 человек (русские 97 %) в 2002, 50 в 2010.